# Sangye Yeshi
Sangye Yeshi, även känd som Tian Bao född i februari 1917, död 21 februari 2008, var en tibetansk kommunistisk politiker.
Sanggye Yeshi kom först i kontakt med Kinas kommunistiska parti under den Långa marschen 1935, då den Röda armén flydde igenom hans hemregion Ngawa. Han gick med i Röda armén och blev därmed den ende etniske tibetanen i armén.
Efter Folkrepubliken Kinas grundande 1949 och införlivandet av centrala Tibet fick Sangye en rad viktiga poster inom staten och kommunistpartiet. Han var bland annat partisekreterare i den autonoma regionen Tibet, ledamot i Centralkommittén i Kinas kommunistiska parti och ledamot av Nationella folkkongressen.